# Nordhäuser Kautabakarbeiter-Genossenschaft

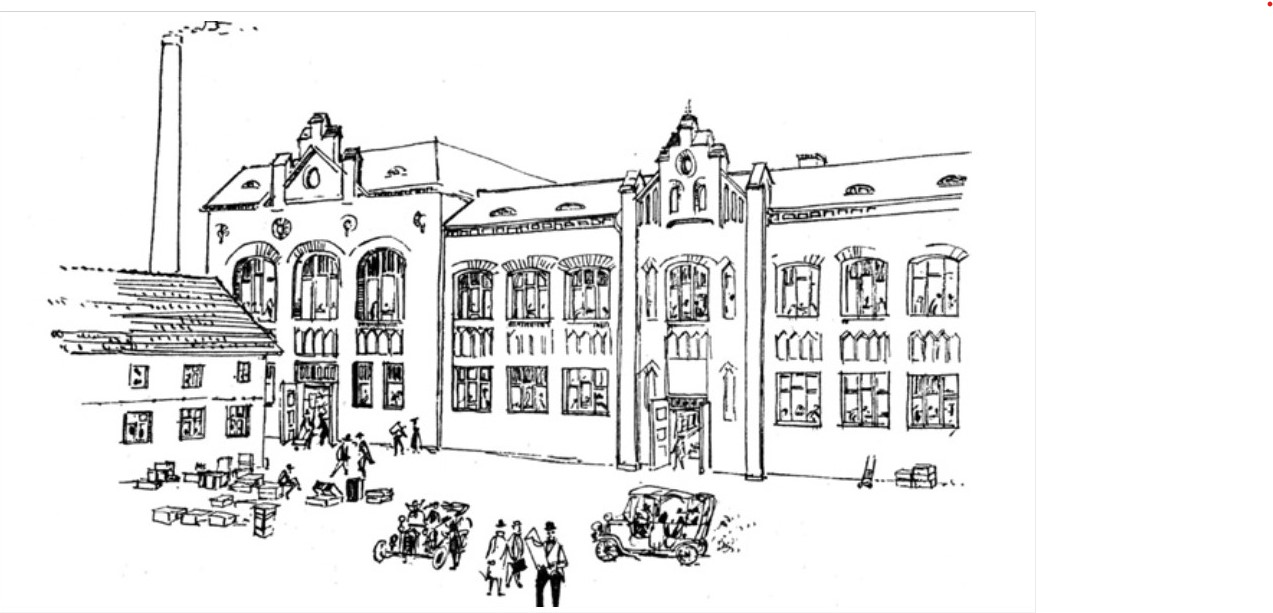
Skizze der 1909 in der Straße der Genossenschaften in Nordhausen bezogenen Fabrikanlage

Die Nordhäuser Kautabakarbeiter-Genossenschaft in Nordhausen in Thüringen war eine Anfang des 20. Jahrhunderts im Zuge der Arbeiterbewegung von Kautabak-Arbeitern gegründete Genossenschaft. Sie war das erste Unternehmen in Deutschland, das einen Tarifvertrag für dieses Gewerbe aushandelte.

## Geschichte
Nachdem es 1901 zu einem Ausstand von Nordhäuser Kautabak-Arbeitern gekommen war, da diese von den Fabrikbesitzern zum Austritt aus den Gewerkschaften gezwungen werden sollten, gründeten etliche als „Streikführer“ Entlassene, die nach Absprachen der Tabakfirmen-Besitzer in keinem regulären Unternehmen wieder eingestellt wurden, ein eigenes Kautabak-Unternehmen als Genossenschaft. Ein Startkapital von 10.000 Mark für den Betrieb einer Fabrik wurde von Unterstützern der SPD und den Gewerkschaften aus Stadt und Land gesammelt. Die Summe kam zum Teil durch direkte Beteiligungen von 58 Genossenschafts-Mitgliedern zusammen, die jeweils mindestens 50,-- Mark einbrachten. Zum ersten Geschäftsführer wurde der Tabakspinner Emil Prophet gewählt.
Von Anfang bemühten sich „Nordhäuser Fabrikanten [...], der neuen Konkurrenz zu schaden:“ Arbeitern in den eigenen Betrieben drohten sie mit Entlassung, falls diese nicht ihre Genossenschafts-Anteile aufgeben würden; und waren damit in 17 Fällen erfolgreich.
Zudem veranlassten die Nordhäuser Fabrikanten Händler von Tabak-Rohstoffen, die Genossenschaft nicht zu beliefern. Der Handel der in Nordhausen ausschließlich verwendeten Rohtabake aus Kentucky lag damals nahezu monopolartig in den Händen von in Bremen ansässigen Kaufleuten, die aufgrund der Intervention der Nordhäuser Fabrikanten keinerlei Verbindung zur Genossenschaft aufnehmen wollten. Diese musste daher ihre Einkäufe in bar über direkte und indirekte Mittelsmänner tätigen, was den Einkauf verzögerte und verteuerte. Zudem waren die Tabakextrakt-Händler Deutschlands angewiesen worden, keine Geschäfte mit der Nordhäuser Genossenschaft einzugehen, und so konnten auch diese Halbfertigerzeugnisse nur durch Geheimabsprachen mit einem deutschen Produzenten erworben werden: Zur Umgehung von Konventionalstrafen verschiffte dieser seine in Deutschland produzierten Extrakte nach Kopenhagen, von wo aus sie zurück nach Deutschland geliefert und der Nordhäuser Arbeiterproduktivgenossenschaft zugestellt werden konnten.

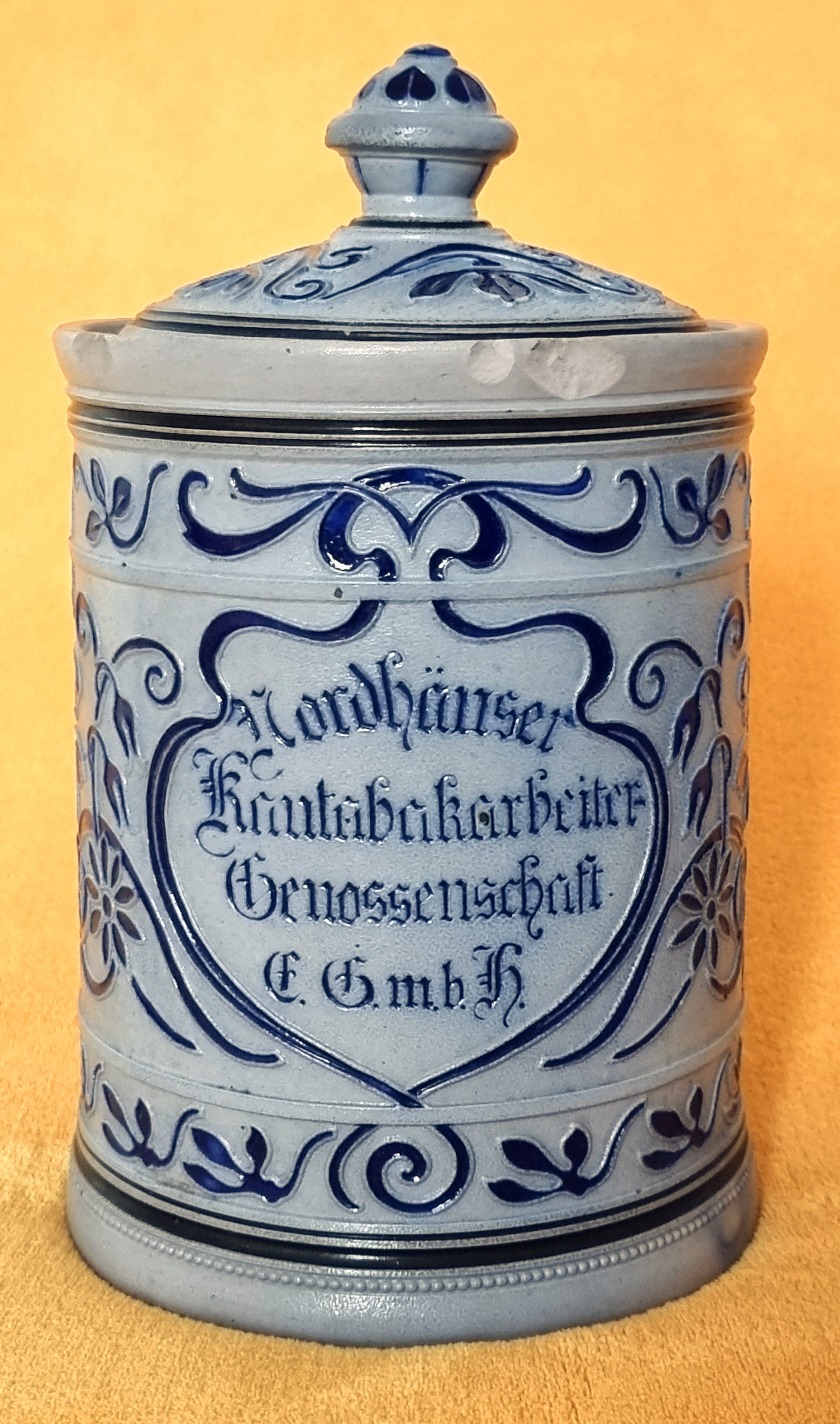
Grau-blau-schwarzer Feinsteinzeug-Kautabaktopf der Genossenschaft im Jugendstil

Dem drohenden Konkurs durch die verschiedenen Boykotts von Materiallieferungen entging die Genossenschaft schließlich, als sie 1903 dem Verband mitteldeutscher Konsumvereine beitrat.
Ab 1909 konnte der Genossenschaftsbetrieb in einem eigenen Fabrikgebäude in der Straße der Genossenschaften wirtschaften. Im Folgejahr 1910 handelten die Genossenschafter mit dem Deutschen Tabakarbeiterverband den ersten Tarifvertrag der Branche in Deutschland aus. Dieser legte den Achtstundentag fest, mehrere Tage Urlaub im Jahr sowie „überaus günstige Lohnsätze.“
Trotz günstiger Arbeitsbedingungen kam es 1911 zu einer öffentlichen „Schlammschlacht“ mit der Gewerkschaft, die die Geschäftsleitung des Vertragsbruches beschuldigte, diese würde ihre Arbeiter durch schlechtes Material schädigen,
„[...] indem sie das im Tarif vereinbarte Maß nicht lieferte und so die Spinner gezwungen waren, durchweg schwächeres Maß zu spinnen, was einer Lohnreduzierung gleich kommt. Erst auf Vorstelligwerden der Gau- und örtlichen Leitung des Tabakarbeiter-Verbandes bequemte sich die Geschäftsleitung doch, das vereinbarte Maß einzuführen.“
Diesem Vorwurf begegnete der Vorstand der Genossenschaft erfolgreich mit dem wesentlich höheren Verdienst ihrer Arbeiter gegenüber ihren früheren Einkommen und publizierte dazu:
„Diesem Bestreben gegenüber müssen wir uns als Leitung der Kautabakarbeiter-Genossenschaft wehren, da wir uns anderenfalls mit dem Abschlusse des Tarifs vor aller Welt lächerlich machen würden, und auch gar nicht geneigt sind, den unter erschwerten Bedingungen als ersten in der Tabakindustrie geschaffenen und als vorbildlich zu bezeichnenden Vertrag zu brechen [...] In gleichen Niederträchtigkeiten mit welchen unwahre Behauptungen über unseren Betrieb in die Welt gesetzt worden sind, zu antworten, halten wir für unter unserer Würde, und überlassen wir die Beurteilung über das Vorgehen der örtlichen Verbandsleitung nach den gegebenen Aufklärungen unsrerseits den gewerkschaftlichen Funktionären und Vertrauensleuten.“
1913 trat die Nordhäuser Kautabakarbeiter-Genossenschaft der Großeinkaufs-Gesellschaft Deutscher Consumvereine (GEG) bei. Sie hatte bis dahin schließlich erfolgreich gewirtschaftet, wurde aber noch im selben Jahr von der GEG übernommen, die dann von Adolph von Elm als Geschäftsführer geleitet wurde.
Ein Nordhäuser Kautabaktopf mit dem Zeichen der GEG findet sich heute im Genossenschafts-Museum des Gewerkschaftshauses in Hamburg.